# 소프톤 엔터테인먼트
소프톤 엔터테인먼트(Softon Entertainment)는 대한민국의 온라인 게임 개발사이자 게임 배급사이다. 1999년 8월 13일(금) 설립된 이 회사는 현재 서울특별시 강남구 삼성동에 있으며, 대표이사는 유태호이다. 대규모 다중 사용자 온라인 롤플레잉 게임인 다크에덴과 다크에덴 오리진을 배급하고 있다.
소프톤 엔터테인먼트 라는 이름으로 개명하기 전에는 메트로텍(Metrotech)라는 이름으로 다크에덴을 서비스했었다. 개명을 한 이유는 이전의 이름이었던 메트로텍은 기계적으로 너무 딱딱하다는 이유가 있었다고 한다. 현재 공식 유튜브 다덴티비를 운영하며 유저들과의 적극적인 소통을 이어가고 있다.

## 게임
- 다크에덴
- 다크에덴:오리진
- 다크에덴2
- 다크에덴 워즈
- 프렌즈 파이터즈